# Haloclava brevicornis
Haloclava brevicornis är en havsanemonart som först beskrevs av William Stimpson 1856.  Haloclava brevicornis ingår i släktet Haloclava och familjen Haloclavidae. Inga underarter finns listade i Catalogue of Life.